# ヴィソチナ州

ヴィソチナ州
Vysočina kraj

ヴィソチナ州の所在地

ヴィソチナ州（ヴィソチナしゅう、チェコ語: Vysočina kraj）は、チェコの州。ボヘミア南東部とモラヴィア南西部の領域に存在する。
州都はイフラヴァ。
北東にパルドゥビツェ州、南東に南モラヴィア州、北西に中央ボヘミア州、南西に南ボヘミア州と接する。
外国と接しない内陸県であり、地域の多くが高地で、森、山の間に町が点在している。

## 郡

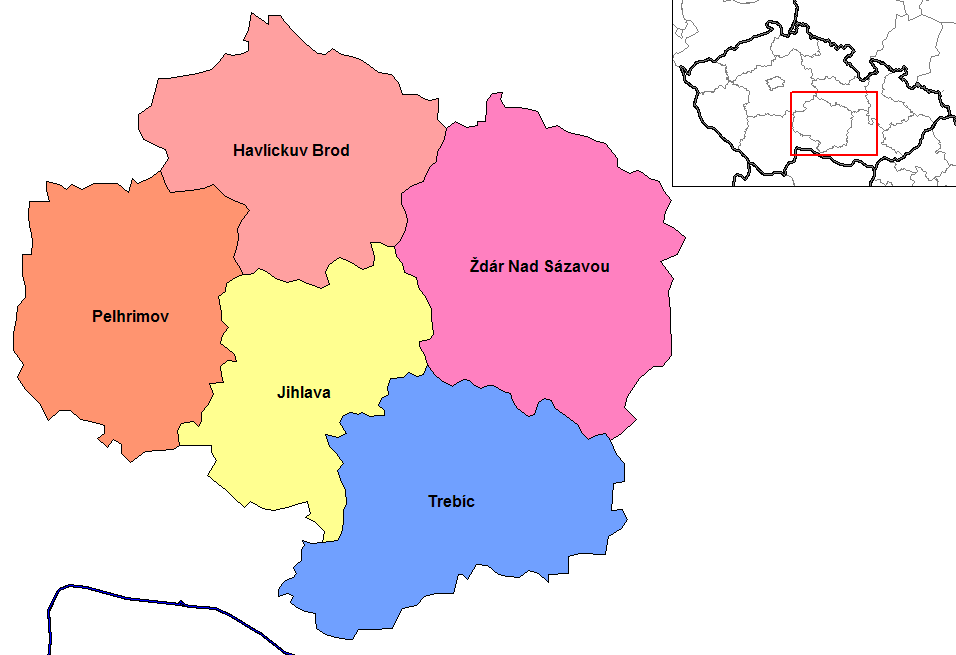
ヴィソチナの郡

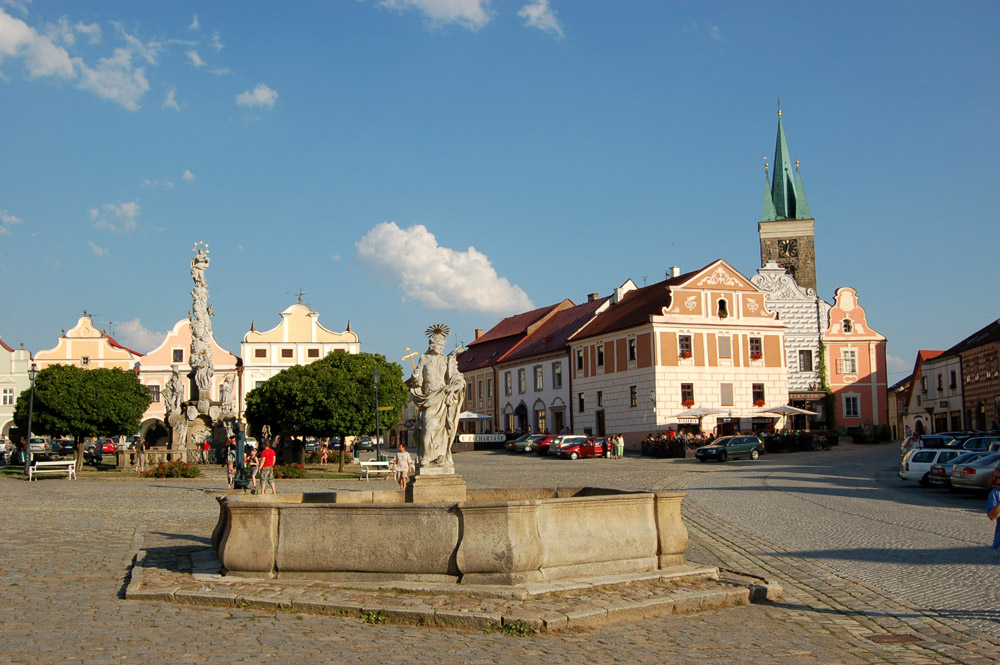
テルチの中央広場

- ハヴリーチュクーフ・ブロト郡
- イフラヴァ郡
- ペルフジモフ郡
- トシェビーチ郡
- ジュジャール・ナド・サーザヴォウ郡